# عزیز واگذاری
عزیز واگذاری کشتی‌گیر کشتی آزاد ایرانی و مربی سابق تیم ملی کشتی ایران زاده شهرستان جویبار و برادر ایت واگذاری است. او در سال ۱۹۸۳ در مسابقات قهرمانی آسیا مدال طلا را کسب نمود..